# Fudbalski klub Bokelj Kotor
Il Fudbalski klub Bokelj (in cirillico Фудбалски клуб Бокељ), conosciuto semplicemente come Bokelj, è una squadra di calcio di Cattaro, una città del Montenegro.

## Nome
Bokelj è il fiume che, grazie all'erosione, ha creato le Bocche di Cattaro.

## Storia
Il primo pallone da calcio viene portato a Cattaro nel 1909 da Leopold Netović, un professore di liceo, e rende popolare il nuovo gioco tra gli studenti. La prima squadra di calcio fu fondata il 30 luglio 1922 con il nome di "SK Primorac".
Grazie alla crescente divulgazione del calcio, nel 1926 viene fondato il FK Bokelj, che, in quanto club per lavoratori, ha molti problemi operativi, e nel 1931 Bokelj e Primorac si uniscono e il nuovo club viene chiamato Jugosloven. In questo periodo, due futuri giocatori della nazionale, Bruno Knežević e Zvonimir Požega, giocano per il club e che continueranno la loro carriera in centri più grandi. Il club disputa il Cetinjski nogometni podsavez, il campionato del Montenegro (organizzato dalla Splitski nogometni podsavez, la sottofederazione di Spalato), senza mai riuscire a prevalere.
Dopo la fine della seconda guerra mondiale, il club prende il nome attuale Bokelj e la prima partita viene giocata contro l'Arsenal Tivat e vinta 7–2. Il più grande successo nell'ex Jugoslavia è la partecipazione alla 2. Savezna liga nel 1951, quando finisce sedicesimo (ultimo), e nella stagione 1954–55, nuovamente classificato all'ultimo posto (decimo). Nei 45 anni della Jugoslavia socialista milita principalmente nella Crnogorska republička liga (la terza divisione, prima lega montenegrina), eccetto 9 stagioni in seconda e 4 (dal 1988 al 1992) nella neoformata 3. Savezna liga.
Nel 1999 conquista una nuova promozione in seconda divisione, stavolta nella RF Jugoslavia. Ci rimane fino al 2006 per 7 stagioni consecutive, condite da 3 secondi posti (2001, 2003 e 2004).
Con l'indipendenza del Montenegro (2006) il Bokelj viene inserito nella seconda divisione, ma conquista subito la promozione nel in prima nel 2007 superando lo Jedinstvo Bijelo Polje nei play-off. Da allora fa la spola fra le due categorie. La stagione migliore è la Prva liga 2015–16 quando raggiunge le semifinali di coppa nazionale (eliminato dal Rudar Pljevlja) ed il quarto posto in campionato che permette la prima qualificazione ad una coppa europea: la Europa League, ove però l'avventura finisce al primo turno, superati dai serbi del Vojvodina.

### Palmarès
Druga crnogorska liga (seconda divisione montenegrina)
2010-2011, 2013-2014, 2023-2024
Crnogorska republička liga (terza divisione jugoslava)
- 1948, 1950, 1954, 1956, 1957, 1971, 1986, 1988

Republički kup Crne Gore (coppa repubblicana montenegrina)
- 1949, 1974

## Stadio
Il Bokelj disputa le partite casalinghe allo Stadion pod Vrmcem (stadio ai piedi del Vrmac) e prende il nome dal Vrmac, il monte che divide la baia di Teodo da quella di Cattaro. È situato presso le Bocche di Cattaro, ha una sola tribuna e ha una capienza di 5000 spettatori.

## Tifosi
Beštije (le bestie) è il gruppo dei fan più accesi del Bokelj. Fondato nel 1986, è il più vecchio gruppo ultrà del Montenegro. Sono tifosi anche del VK Primorac (pallanuoto).

## Giocatori
- Ibrahim Walidjo
- Bruno Knežević
- Mladen Kašćelan
- Milan Mijatović
- Nikola Nikezić
- Dejan Ognjanović
- Danijel Petković
- Aleksandar Šćekić